# Allison Lange
Pour les articles homonymes, voir Lange.
Allison Lange est une actrice américaine, née le 30 novembre 1978.

## Filmographie
- 1999 : Walker, Texas Ranger (série télévisée)
  - épisode : Widow Maker (1999) : Melissa Fuller
- 2000 : The Price of Air de Josh Evans : Amy Rye
- 2000 : Christina's House de Gavin Wilding : Christina Tarling
- 2000 : Les Experts ("CSI: Crime Scene Investigation" série télévisée)
  - épisode : Blood Drops : Tina Collins
- 2001 : Roswell série télévisée 
  - épisode : To Serve and Protect : Laurie Dupree
  - épisode : We Are Family : Laurie Dupree
  - épisode : Disturbing Behavior : Laurie Dupree
  - épisode : How the Other Half Lives : Laurie Dupree
- 2001 : Washington Police ("The District" série télévisée)
  - épisode : The Agony and the Ecstasy : Candice Rosen
- 2001 : Out of the Black (autre titre : Buried Lies) de Karl Kozak : Ann
- 2002 : Sex and the Teenage Mind de Donald L. Gold : Kellie Guthrie
- 2002 : Black Hole de Jorgo Ognenovski : Lola
- 2003 : My Dinner with Jimi de Bill Fishman : Mary
- 2003 : Preuve à l'appui (Crossing Jordan), série télévisée
  - épisode : Sunset Division : Annie Cody
- 2003 : Gacy (autre titre : The Crawl Space) de Clive Saunders : Gretchen
- 2004 : The Hillside Strangler de Chuck Parello : Claire Shelton
- 2005 : Suits on the Loose de Rodney Henson : Sarah
- 2005 : J.F. partagerait appartement 2 : The Psycho (Single White Female 2: The Psycho) de Keith Samples : Tess Kositch
- 2006 : The Thirst : Jayne
- 2066 : For Heaven's Sake : Sarah jeune
- 2006 : Love Hollywood Style : Carrol Ann
- 2008 : Alone in the Dark 2 de Michael Roesch et Peter Scheerer : Elisabeth Dexter
- 2008 : The Thirst: Blood War de Tom Shell : Jayne
- 2009 : Penance de Jake Kennedy : Tara
- 2009 : Sutures de Tammi Sutton : Sienna
- 2010 : Bright Falls, série télévisée, trois épisodes : Ellen Adams
  - Time Flies (1.2)
  - Lights Out (1.3)
  - Clearcut (1.4)
- 2010 : Meurtre à la carte (Next Stop Murder), téléfilm de John Murlowski : Sophie
- 2011 : In My Pocket de David Lisle Johnson : Kat